# Estadio Polideportivo de Pueblo Nuevo
L'Estadio Polideportivo de Pueblo Nuevo (Stade Omnisports de Pueblo Nuevo) est un stade omnisports situé à San Cristóbal au Venezuela.
Il accueille principalement les matches de football, notamment les rencontres du Deportivo Táchira FC. Sa capacité est de 42 500 places. Il accueille quatre matches de la Copa América 2007 dont un quart-de-finale.

## Liens externes

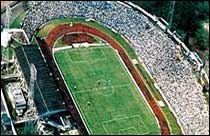
Le stade avant rénovation